# Love is everywhere
「『Love is Everywhere』」（ラヴ・イズ・エヴリウェア）は、moumoonのメジャー11枚目のシングル。 2012年3月14日に avex traxから発売された。

## 概要
前作「うたをうたおう」から3ヶ月ぶりのリリース。表題曲「『Love is Everywhere』」は「愛に満ちた世界」をテーマにしたアップテンポな曲。YUKAは「この曲が耳から、からだのなかに入って『愛』が見えるようになるといいな」と述べている。
カップリングにはアルバム『No Night Land』の収録曲「Bon Appetit」のリミックスバージョンを収録。リミックス楽曲を収録するのは今作が初めてである。 WonderGOOでの購入特典として、ラメ入りプチミラーをプレゼント。

## 収録曲

### CD Only
1. 『Love is Everywhere』
  - キヤノン「IXY」CMソング
2. Bon Appetit（M&M DISCO MIX）
3. 『Love is Everywhere』（instrumental）
4. Bon Appetit（M&M DISCO MIX）（instrumental）

### CD+DVD

#### CD
1. 『Love is Everywhere』
2. Bon Appetit（M&M DISCO MIX）

#### DVD
1. 『Love is Everywhere』（video clip）
2. 『Love is Everywhere』（making clip）